# Epic (pel·lícula de 2013)
Epic és una pel·lícula d'acció i d'aventures fantàstica animada per ordinador estatunidenca del 2013 basada en el llibre infantil de 1996 de William Joyce, The Leaf Men and the Brave Good Bugs. Va ser produïda per Blue Sky Studios; escrita per William Joyce, James V. Hart, Daniel Shere, Tom J. Astle i Matt Ember, i dirigida per Chris Wedge, el director de les pel·lícules d'animació Ice Age (2002) i Robots (2005). S'ha doblat al català.
Després que l'adolescent Mary Katherine s'encongeixi i es teleporti a un petit regne boscós habitat per llimacs parlants, flors i petits soldats anomenats Homes fulles, es veu arrossegada en una aventura salvatge entre el bé i el mal i, al costat dels seus nous amics, ha de lluitar per protegir el món que mai sabia que existia.
Epic es va estrenar el 24 de maig de 2013 amb la distribució de 20th Century Fox. Va rebre crítiques generalment positives i va recaptar 268 milions de dòlars amb un pressupost de 93 milions.
La pel·lícula compta amb les veus originals en anglès de Colin Farrell, Josh Hutcherson, Amanda Seyfried, Christoph Waltz, Aziz Ansari, Chris O'Dowd, Pitbull, Jason Sudeikis, Steven Tyler i Beyoncé Knowles.